# Estilete (ferramenta)

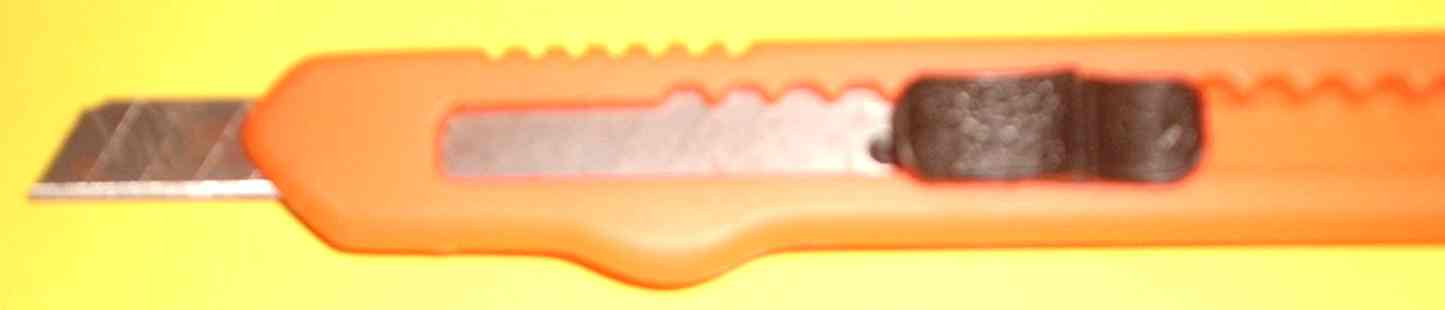
Estilete comum

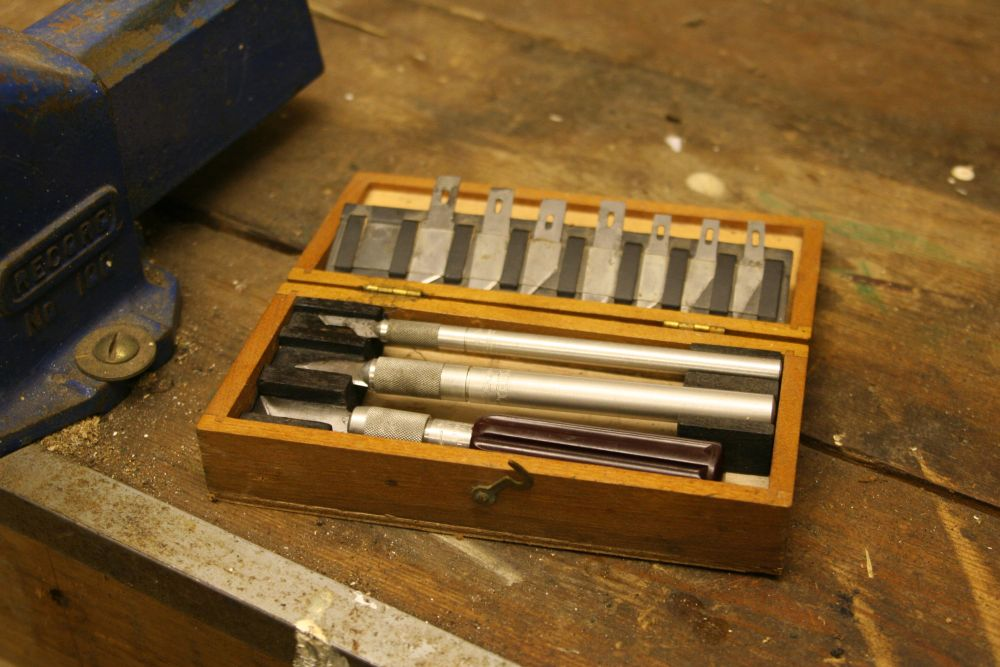
Bisturi, conhecidos como X-acto

Estilete (português brasileiro) ou X-ato (português europeu) é um objeto cortante de lâmina pontiaguda, geralmente retrátil e regulável, usado para cortes variados, cuja empunhadura pode ser de alumínio, ferro, plástico ou acrílico.

## X-acto como substantivo
Em Portugal, a marca X-ACTO (da empresa Elmer's Products) ficou tão associada ao produto, que é muito comum o uso da palavra "x-ato" - segundo o acordo ortográfico de 1990 - ou "x-acto" - segundo o acordo ortográfico de 1945, não sendo o C pronunciado) como sinónimo de "estilete".

## Descrição
É utilizado para cortar papéis, madeira, poliestireno, couro, ou outro material leve, para trabalhos artísticos de ateliê ou escritório, com empunhadura em plástico, estileno, espiralado em metal, em madeira ou outro material industrial, utilizado em escritórios, altamente cortante, produzido pela pela primeira vez pela Gillette dos Estados Unidos da América em 1950, sendo mais uma ferramenta propriamente dita do que uma arma branca, podendo ser usado em um combate como se fosse uma navalha, porém não é próprio para essa luta, pois é frágil, divindo-se facilmente em pequenas partes ou lâminas descartáveis, que facilmente se partem e perdem o fio.

## Tipos
Bisturi
São conhecidos como X-acto, possuem forma de bisturis cirúrgico, e alta precisão no corte de contornos. É bastante utilizado em aerografia e pinstriping.
Faca bailarina
Similar ao bisturi, mas com ponta rotativa, ideal para cortes arredondados ou curvilíneos em movimentos circulares com muita precisão.
Ajustável
São utilizados para abertura de embalagens, correspondências e como material de escritório. Possuem ajuste para a substituição da lâminas, que podem ser afiadas através de rompimento da ponta, que gera uma nova extremidade afiada.

## Etimologia
A palavra "estilete" vem do francês: stylet, que é derivado do italiano stiletto, de stilo, que significa punhal.